# Life of a Cowboy

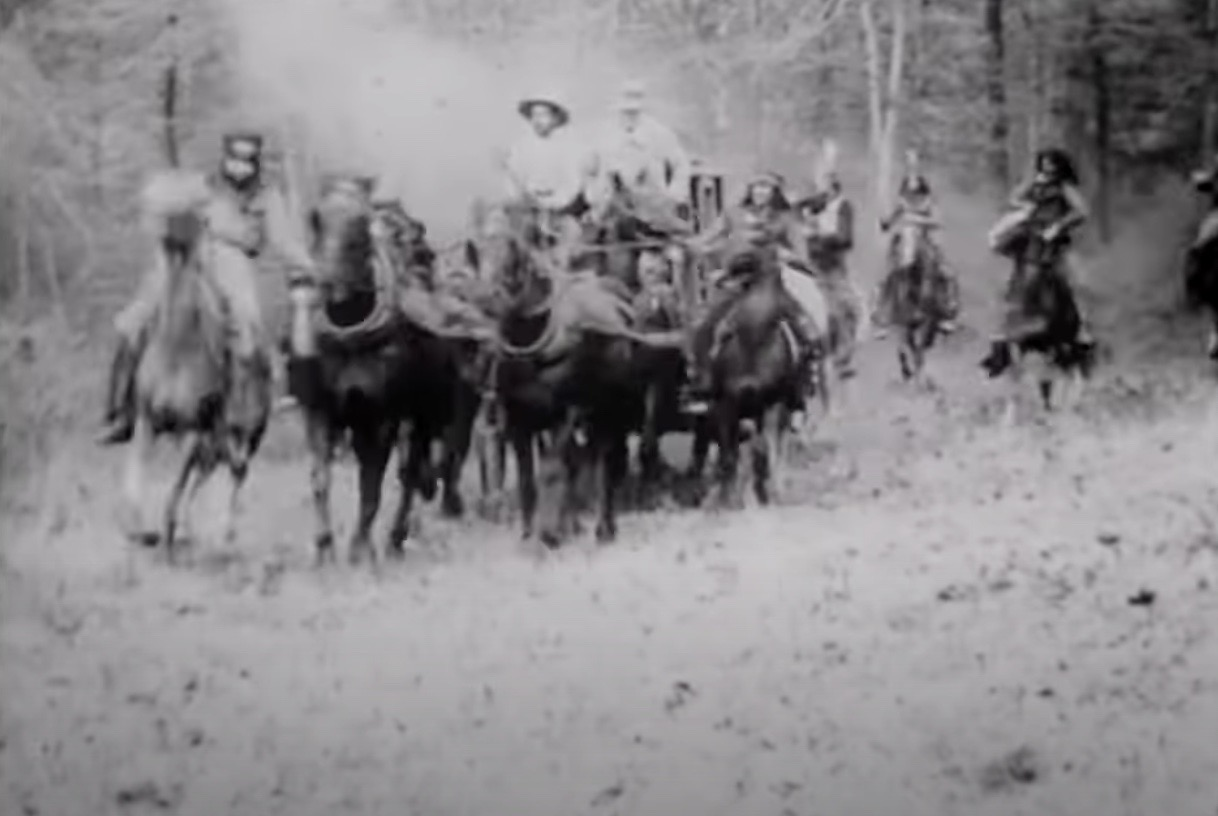
Fotograma de la pel·lícula

Life of a Cowboy és una pel·lícula muda de la Edison Manufacturing Company dirigida per Edwin S. Porter. Es va estrenar el maig o juny de 1906. Porter considerà que aquesta pel·lícula fou el seu primer western relegant The Great Train Robbery (1903) a una pel·lícula de lladres.

## Argument
L’escena inicial té lloc en un saloon anomenat "Big Horn". Un vell indi entra fent tentines però el cambrer es nega a servir-lo. Un cowboy malvat entra i demana una copa i intenta donar-la a l'indi, però una noia índia ho evita llençant el got. El malvat l'amenaça, però un cowboy bo intervé per protegir-la i fa fora l’altre del saló. A continuació, un anglès i els seus amics entren a prendre una copa. Alguns vaquers entren al saló amb els seus cavalls i comencen a disparar. Disparen als peus de l'anglès per fer-lo ballar. La següent escena mostra l'anglès i els seus amics sortint d'una diligència. Un dels amics és empès a terra i fustigat. Després apareix vaquer fent trucs amb una corda amb la que enllaça l’anglès i després una dona a cavall.
Acabada la seva visita el grup torna a entrar a la diligència i marxa. Un dels vaquers dolents els veu marxar i aplega uns indis per perseguir la diligència. Aconsegueixen atrapar-la i capturen la noia. El conductor aconsegueix escapar i va a buscar el cowboy bo. Quan aquest s'assabenta del que ha passat, reuneix un grup per salvar la noia. El grup persegueix els indis matant-ne a diversos i rescata la noia. L'última escena mostra el cowboy bo i la noia asseguts de bracet. El cowboy malvat s'acosta per matar-lo, però la noia índia de la primera escena dispara primer al dolent. Després la s'agenolla als peus del cowboy bo en agraïment a haver-li salvat al vida al començament de la pel·lícula.